# Szweykowskia
Szweykowskia, monotipski biljni rod u porodici Plagiochilaceae. nekada je njezina jedina vrsta S. cucullifolia bila uključena u rod Plagiochila, iz koje su izdvojene uz nju i monospecifični rodovi Chiastocaulon, Pedinophyllum, Plagiochilion, Rhodoplagiochila i Steereochila
S. cucullifolia raste po američkim državama Kostarika, Panama, Venezuela, Kolumbija i Ekvador
Bazionim: Plagiochila cucullifolia J.B. Jack & Steph.